# الدلنجات
30°49′40″N 30°32′11″E / 30.82777778°N 30.53638889°E
الدِلِنجات، مدينة مصرية تقع في أقصى شمال مصر، وتتبع محافظة البحيرة إدراياً، والمدينة عاصمة مركز الدلنجات. أسماها العرب القدامى «الاسم الطيب».
وتحتضن إدارة الدلنجات التعليمية مدارس ابتدائية وإعدادية وثانوية عدة، إضافةً إلى معاهد أزهرية تابعةٍ للأزهر الشريف، كما توجد بها كلية الزراعة النوعية وكلية الطب البيطري التابعتين لجامعة دمنهور.

## الجغرافيا
تقع مدينة الدلنجات جنوب مدينة دمنهور عاصمة المحافظة بمسافة 21 كيلومتراً تقريباً، ويحدها جنوباً منطقة التحرير وشرقاً كوم حمادة وإيتاي البارود وغرباً حوش عيسى، وهي تضم 5 وحدات محلية قروية و 45 قرية و771 تابعاً. تشتهر المدينة بالزراعة والصناعة والتجارة والاستثمار، وفيها حضر وريف وبدو، ونسبة التعليم مرتفعة في الحضر والريف، وتشارك الدلنجات في القسم الثالث بكرة القدم.
من أهمّ أحياء مدينة الدلنجات: حي الروضة - حي الزهراء (الدلنجات الجديدة) - حي حمودة -حي عاشور- حي الأشلم- حي سيدي حمد - حي هندي - حي الطافلة - حي الفخراني - حي وسط البلد - حي الأقرع - حي الساحة الشعبية - حي الصاوي - حي عبود-حي الشروق.
ومن أهم شوارع مدينة الدلنجات: شارع المنتزه - شارع الجمهورية - شارع عرابي - شارع بور سعيد - شارع الشهيد «إبراهيم كامل عاشور» - شارع الصاغة - شارع الجلاء - شارع المحطة- .
ومن أهم قرى مدينة الدلنجات: زاوية حمــور - المسين - كوم زمران- زمران النخل -درويش_ نسيم - الطيرية- منشأة- أبو وافية- جزائر عيسى -زاوية مسلم أبو صمادة - كفر لحمير - الوفائية- زهور الأمراء- زاوية أبو شوشة- درشاي -منشأة فاضل- أبيا الحمراء- أبو مسعود - شركة الاتحاد - المنشية الجديدة- الحجر المحروق - أبو سعيفة -طيبة - قمحة - البستان - عزبة النهر - الخليلية- العلامية- عبد المجيد صالح - الإمام الحسين- الإمام الغزالي - أحمد رامي.

## التاريخ
يرجع تاريخ مركز الدلنجات الي عصر الفراعنة، حيث توجد فيها مناطق أثرية عدةٌ يرجع تاريخها إلى ألفي سنة قبل الميلاد، مثل كوم الملك فرين الذي يقع في قرية كوم فرين بالدلنجات، والذي يعد من أهم وأكبر التلال الأثرية[ ؟ ] ويرجع تاريخه إلى الأسرة الـ 18 في عصر رمسيس الثاني ويضم حصن من منظومة الحصون والدفعات التي أقامها الملك رمسيس[ ؟ ] الثاني بغرب الدلتا للدفاع عن حدود مصر الغربية من الغارات القادمة من غرب مصر وكم قرطاس الذي يقع شمال المدينة وقد مرَّ بالدلنجات القائد عمرو بن العاص في عهد الخليفة عمر بن الخطاب سنة 20 هـ - 639 م أثناء الفتح الإسلامي لمصر. وقد اختيرت الدلنجات مركزاً ومدينة في التقسيم الإداري سنة 1899 م.

## السكان
بلغ عدد سكان الدلنجات 44,504 نسمة، منهم 21,824 ذكر و 22,680 أنثى بحسب الإحصاء الرسمي لعام 2006.

## أعلام مشاهير الدلنجات
- الأديب والمفكر توفيق الحكيم.
- المشير محمد عبد الحليم أبو غزالة (وزير الدفاع المصري الأسبق).
- الشيخ شوقي إبراهيم عبد الكريم علام (مفتي الديار المصرية)